# تلویزیون جام جم
تلویزیون جام جم یکی از قدیمی‌ترین شبکه‌های تلویزیونی ایرانیان خارج از کشور بود که در سال ۱۹۸۱ توسط منوچهر بی‌بی‌یان پایه‌گذاری شد.
تلویزیون جام جم در سال ۲۰۱۰ ورشکست شد.